# Comté de Montcalm (Québec)
Pour les articles homonymes, voir Montcalm.
Le comté de Montcalm était un comté municipal du Québec ayant existé entre 1855 et 1er janvier 1982. 
Le territoire qu'il couvrait est aujourd'hui compris dans la région administrative de Lanaudière et correspond à une partie des actuelles municipalités régionales de comté (MRC) de Montcalm et de la Matawinie. Son chef-lieu était la municipalité de Sainte-Julienne.

## Municipalités situées dans le comté
- Chertsey (créé en 1856[3])
- Lac-Paré (détaché de Chertsey en 1949; fusionné de nouveau à Chertsey en 1991[3])
- Notre-Dame-de-la-Merci (créé en 1950[4])
- Rawdon, municipalité de canton (créé en 1855; regroupé avec la municipalité du village de Rawdon en 1998[5])
- Rawdon, municipalité de village (détaché de la municipalité de canton de Rawdon en 1919; regroupé avec celle-ci en 1998[6])
- Saint-Alexis, municipalité de paroisse (créé en 1855[6])
- Saint-Alexis, municipalité de village (détaché de la municipalité de paroisse de Saint-Alexis en 1920[6])
- Saint-Calixte (créé en 1855 sous le nom de Kilkenny; renommé Saint-Calixte en 1954[6])
- Saint-Donat (créé en 1904 sous le nom de Lussier; renommé Saint-Donat en 1953[7])
- Sainte-Julienne (créé en 1855 sous le nom de Sainte-Julienne-de-Rawdon; renommé Sainte-Julienne en 1967[8])
- Saint-Esprit (créé en 1855 sous le nom de Saint-Ours-du-Saint-Esprit; renommé Saint-Esprit en 1956[6])
- Saint-Jacques, municipalité de paroisse (créé en 1855 sous le nom de Saint-Jacques-de-l'Achigan; renommé Saint-Jacques en 1920; regroupé avec la municipalité de village de Saint-Jacques en 1998[9])
- Saint-Jacques, municipalité de village (détaché de la municipalité de paroisse de Saint-Jacques-de-l'Achigan sous le nom de municipalité de village de Saint-Jacques-de-l'Achigan en 1912; renommé Saint-Jacques en 1917; regroupé avec la municipalité de paroisse de Saint-Jacques en 1998[9])
- Saint-Liguori (créé en 1855 sous le nom de Saint-Alphonse-de-Liguori; renommé Saint-Liguori en 1961[6])

## Formation
Le comté de Montcalm comprenait lors de sa formation les paroisses de Saint-Jacques, Saint-Alexis, Saint-Esprit et Saint-Liguori ainsi que les cantons de Rawdon, Chertsey, Kilkenny, Wexford, Chilton, Doncaster et Carrick.